# Chemilly-sur-Yonne
Chemilly-sur-Yonne es una localidad y comuna francesa situada en la región de Borgoña, departamento de Yonne, en el distrito de Auxerre y cantón de Seignelay.

## Demografía
| 306 | 357 | 409 | 403 | 436 | 455 | 520 | 525 | 595 | 583 | 586 | 623 | 569 | 542 | 558 | 529 | 482 | 464 | 463 | 449 | 559 | 714 | 676 | 659 | 507 | 609 | 527 | 523 | 515 | 623 | 841 | 862 | 805 |
| Para los censos de 1962 a 1999 la población legal corresponde a la población sin duplicidades (Fuente: INSEE [Consultar]) |     |     |     |     |     |     |     |     |     |     |     |     |     |     |     |     |     |     |     |     |     |     |     |     |     |     |     |     |     |     |     |     |